# Stibarobdella australiensis
Stibarobdella australiensis is een ringworm uit de familie van de Piscicolidae. De wetenschappelijke naam van de soort is voor het eerst geldig gepubliceerd in 1909 door Goddard.